# Richard B. Morris
Richard Brandon Morris (* 24. Juli 1904 in New York City; † 3. März 1989 ebenda) war ein US-amerikanischer Historiker, bekannt für Arbeiten über die frühe amerikanische Kolonialgeschichte, die Amerikanische Revolution und die frühe Verfassungsgeschichte der USA.
Morris studierte am City College of New York mit dem Bachelor-Abschluss 1924 und an der Columbia University mit dem Master-Abschluss 1925 und der Promotion bei Evarts Boutell Greene 1930. Er lehrte ab 1927 am City College of New York und 1949 bis zur Emeritierung 1973 an der Columbia University, an der er 1959 bis 1961 der Geschichtsfakultät vorstand.
Unzufrieden mit dem wissenschaftlichen Echo der 200-Jahr-Feier der USA 1977 gründete er mit James MacGregor Burns das Projekt 87 zur 200-Jahr-Feier der US-Verfassung.
1988 erhielt er den Bruce Catton Prize und er gewann 1966 den Bancroft-Preis für The Peacemakers (1965). 1977 wurde er zum Mitglied der American Academy of Arts and Sciences ernannt.

## Schriften
- Herausgeber mit Henry Steele Commager: The spirit of Seventy-Six. Bonanza Books, New York 1958
- Herausgeber mit James Woodress: The Jeffersonians, 1801-1829. Webster Publishing, St. Louis 1961
- Herausgeber: Encyclopedia of American History. 1953, Neuauflage Harper and Row 1982
- Studies in the History of American Law, with Special Reference to the Seventeenth and Eighteenth Centuries. Columbia University Press, 1930 (Dissertation)
- Government and Labor in Early America. Columbia University Press, 1946
- The Peacemakers. The Great Powers and American Independence. Harper and Row, 1965
- John Jay, the Nation and the Court. Boston University Press, 1967
- The Emerging Nations and the American Revolution. Harper and Row, 1970
- Seven Who Shaped Our Destiny: The Founding Fathers as Revolutionaries. Harper & Row, New York 1973 (Biographien von Benjamin Franklin, George Washington, John Adams, Thomas Jefferson, John Jay, James Madison, Alexander Hamilton)
- The American Revolution Reconsidered. Harper and Row, 1967 (Phelps Lectures an der New York University)
- The Forging of the Union, 1781–1789. Harper and Row, 1987

Er gab auch unveröffentlichte Manuskripte von John Jay heraus, die die Columbia University erworben hatte.